# Dorndorf (Krayenberggemeinde)
Dorndorf ist ein Ortsteil der Krayenberggemeinde im Wartburgkreis in Thüringen.

## Geographie
Dorndorf liegt am Nordrand der Rhön. Am Ortsrand mündet die Felda in die Werra. Die gegenüberliegende Auwiese wird häufig vom Hochwasser überflutet, dahinter erhebt sich der im Süden steil aufragende Mäuseberg am Südrand des Frauenseer Forstes.

## Geschichte

Das Kaliwerk Dorndorf mit der Kaliseilbahn Springen–Dorndorf, 1930er Jahre

Dorndorf hieß einstmals „Villa (Königsgut) Thoranthorpf an der Unisoara“. Dieses Thoranthorpf wurde am 31. August 786 von Karl dem Großen dem Kloster Hersfeld geschenkt. Es gehörte zum Amt Krayenberg, welches ab 1741 zum Herzogtum Sachsen-Weimar-Eisenach gehörte.
In den Jahren 1878 bis 1880 wurde die Feldabahn als Schmalspurbahn errichtet und 1879 der Bahnhof Dorndorf eröffnet. In den Jahren 1899 bis 1905 wurden in Dietlas Kalischächte abgeteuft und in Dorndorf eine chemische Industrie zur Kaligewinnung aufgebaut. Die Kaliindustrie im Werra-Kalirevier bildete den treibenden Faktor für den weiteren Ausbau und die Umstellung der Feldabahn zwischen Bad Salzungen und Vacha auf normale Spurweite. 1913 wurde die Kaliseilbahn Springen–Dorndorf in Betrieb genommen. 1928 wurde mit der normalspurigen Neutrassierung der Feldabahn in Richtung Kaltennordheim begonnen. Die Eröffnung erfolgte am 7. Oktober 1934.
Im Ersten und Zweiten Weltkrieg verloren fast 200 Einwohner Dorndorfs ihr Leben. Auf den Ort und das Kaliwerk fielen im Zweiten Weltkrieg Bomben und es wurden Menschen getötet. In der Grube Springen entstand ein Nebenlager des KZ Buchenwald. Während des Zweiten Weltkriegs mussten mehr als 115 Frauen und Männer aus den von Deutschland besetzten Ländern Zwangsarbeit verrichten: im „Schacht Heiligenroda“, im „Schacht I Springen“, bei der Bahnmeisterei und in der Landwirtschaft.
Nach dem Krieg erfolgte der weitere Ausbau der Kaliindustrie. In den Kalibergbau-Orten im Werratal siedelten sich in dieser Zeit auch etwa 3000 heimatvertriebene Katholiken an. Zur seelsorgerischen Betreuung wurde ab 1948 durch die 1907 gegründete katholische Vachaer Pfarrei für Dorndorf ein eigener Priester betraut. Im Jahr 1959 wurde vom katholischen Weihbischof Freusberg in Dorndorf ein Altar errichtet und auf dem zugehörigen Grundstück eine Kirche errichtet, die als Joseph-der-Arbeiter-Kirche geweiht wurde.
Das Kulturhaus des Ortes wurde 1951 eröffnet. Im Jahr 1955 lebten im Ort Dorndorf 2887 Einwohner.
1994 wurden die Gemeinden Dietlas und Dorndorf zur neuen Gemeinde Dorndorf zusammengeschlossen. Am 31. Dezember 2013 schloss sich Dorndorf mit Merkers-Kieselbach zur Krayenberggemeinde zusammen.

### Einwohnerentwicklung
Entwicklung der Einwohnerzahl:
| - 1994: 3092 - 1995: 3117 - 1996: 3048 - 1997: 3081 - 1998: 3067 - 1999: 3062 | - 2000: 3055 - 2001: 3053 - 2002: 3060 - 2003: 3030 - 2004: 3001 - 2005: 2911 | - 2006: 2812 - 2007: 2774 - 2008: 2687 - 2009: 2657 - 2010: 2611 - 2011: 2581 | - 2012: 2434 |

 Datenquelle: ab 1994 Thüringer Landesamt für Statistik – Werte vom 31. Dezember

### Wappen
Das Wappen wurde vom Heraldiker Uwe Reipert gestaltet.
Das Wappen der Gemeinde Dorndorf (Rhön) ist golden mit einem roten Zinnenschildhaupt und einem grünen Wellenschildfuß, darin eine silberne Wellenkrücke, und zeigt einen roten romanischen Torbogen, beseitet von je einem grünen Eichenblatt.
Die Gemeinde Dorndorf vereint die drei Ortsteile Dorndorf, Dietlas und Kirstinghof. Diese sind durch eine Jahrhunderte währende geschichtliche Entwicklung miteinander verbunden, die auch aus der prädestinierten geografischen Lage am Zusammenfluss von Werra und Felda resultiert.
Im Wappen verweist der Zinnenschnitt im Schildhaupt auf die Schlossbefestigung Dietlas.
Das Torgewände aus romanischer Zeit besteht als reale Kirchenarchitektur in Dorndorf und wurde als Wappenmotiv aufgenommen. Über den Hinweis auf die waldreiche Umgebung hinaus stehen
die beiden Eichenblätter für zwei noch heute existierende historische Bäume, die Richtereiche in Dorndorf und die Henkerseiche in Kirstinghof.
Der grüne Wellenschildfuß mit der aufgelegten silbernen Wellenkrücke symbolisiert bildhaft die geografische Lage der Gemeinde im Werratal, umgeben von den hügeligen Ausläufern der Rhön und des Thüringer Waldes, genau an der Einmündung der Felda.

## Sehenswürdigkeiten

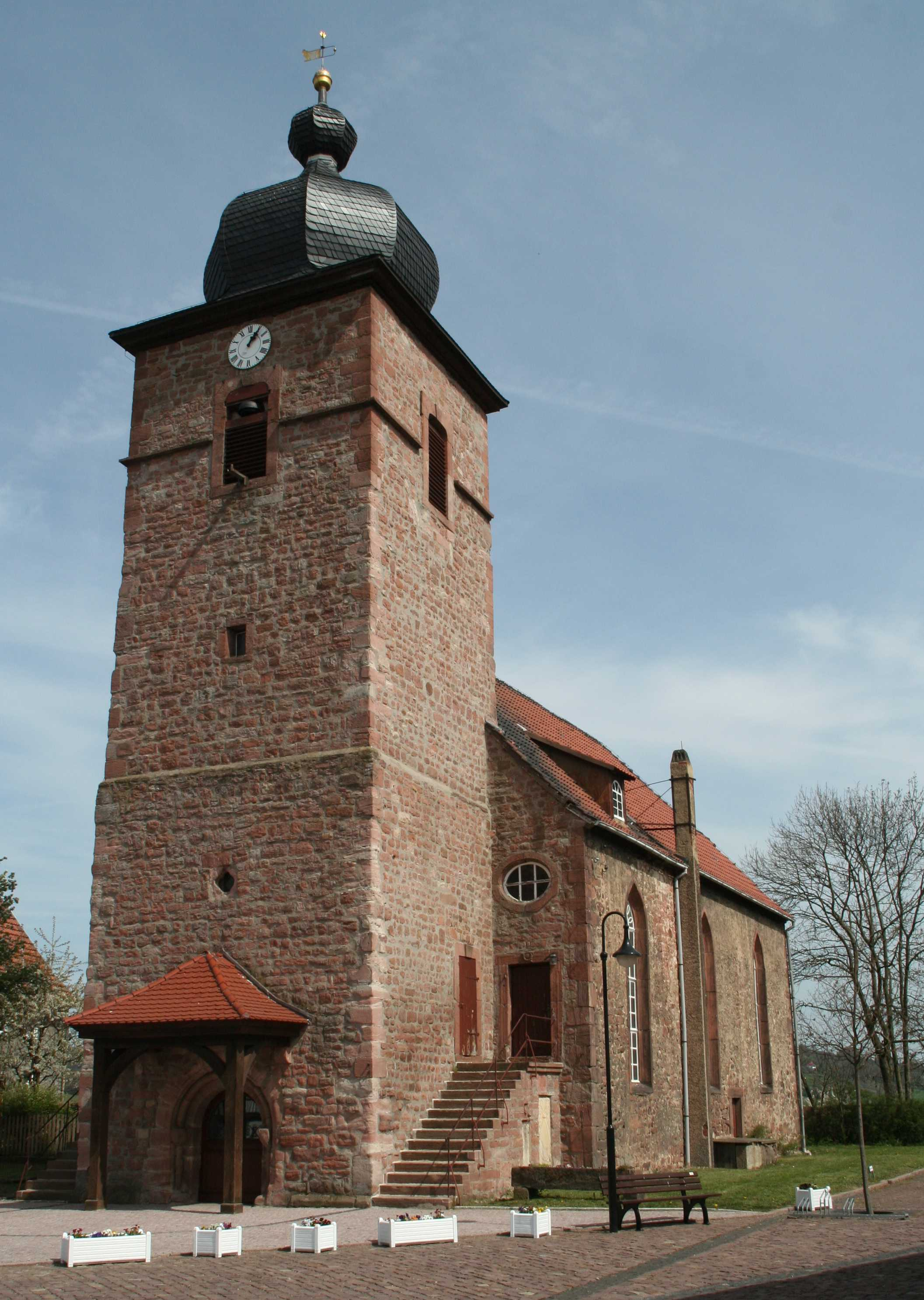
Die evangelische Kirche in Dorndorf

Aus der Zeit um 1150 stammt das älteste Baudenkmal des Ortes, die im romanischen Stil erbaute heutige evangelische Kirche. Sie war vom Friedhof und einer 4 Meter hohen Mauer umgeben.
Im historischen Ortskern finden sich Bauernhäuser aus den Jahren 1600 und 1615.
Weitere Sehenswürdigkeiten in Dorndorf sind unter anderem die „Gerichtseiche“ und die „Henkereiche“. Das Gericht trat früher unter der Gerichtseiche zusammen, fällte das Urteil, welches an der Henkereiche (6,80 m Umfang) vollstreckt wurde. Die 1986 als Naturdenkmal ausgewiesene Henkereiche trägt heute noch einen waagerechten Starkast, der den Galgen ersetzen konnte.

## Wirtschaft und Infrastruktur

### Gewerbegebiete
Das Gewerbegebiet „An der Hardtstraße“ befindet sich am östlichen Ortsrand von Dorndorf. Es verfügt über eine Gesamtfläche von 15 ha (Stand 2009).

### Verkehr

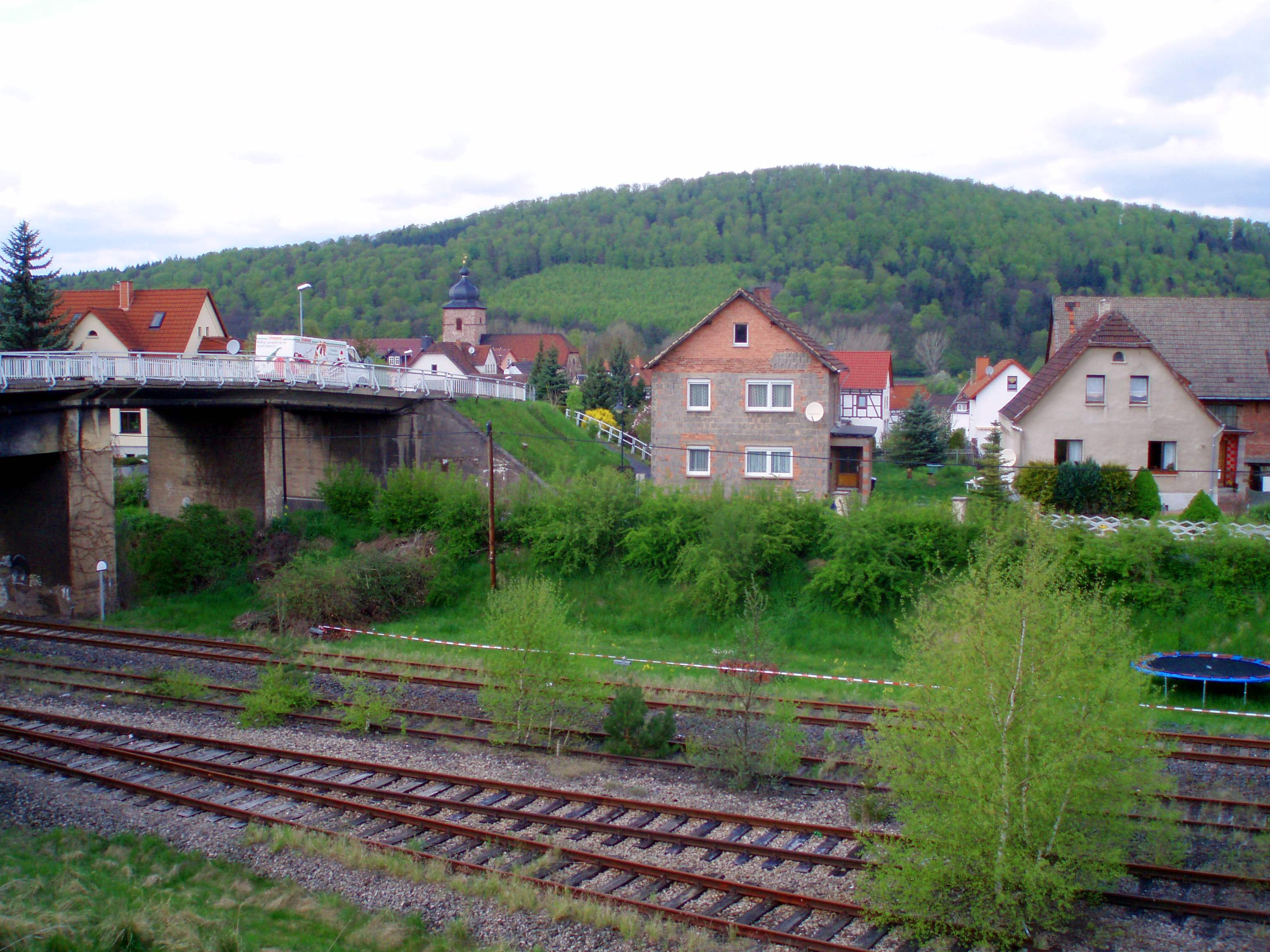
Blick über die Bahnanlagen zum Ortszentrum

Durch Dorndorf verlaufen die Bundesstraßen 62 und 84, über die die Städte Bad Salzungen, Eisenach, Fulda und Bad Hersfeld zu erreichen sind. Anschluss an die Bundesautobahn 4 besteht über die B 62 in Friedewald und über die B 84 in Eisenach. Bis 2005 war Dorndorf Ausgangspunkt der Bundesstraße 285, die durch Umwidmung nach Bad Salzungen verlegt wurde.
Der Bahnhof Dorndorf liegt an der Bahnstrecke Bad Salzungen–Vacha, auf der seit 2003 kein Verkehr mehr stattfindet, und war Ausgangspunkt der inzwischen weitgehend zurückgebauten Feldabahn.

## Sonstiges
- Der Dorndorfer Kindergarten ist einer der ältesten Thüringens. Das Haus wurde am 2. Juni 1907 eingeweiht.

## Persönlichkeiten
- Otto Herbig (1889–1971), Maler und Lithograph
- Wilhelm Reichmann (1920–2016), Chirurg in Jena und Köln
- Alfred Hamann (1882–1947), Bürgermeister von Dorndorf 1945–1947